# Tượng đài Tadeusz Kościuszko, Warszawa

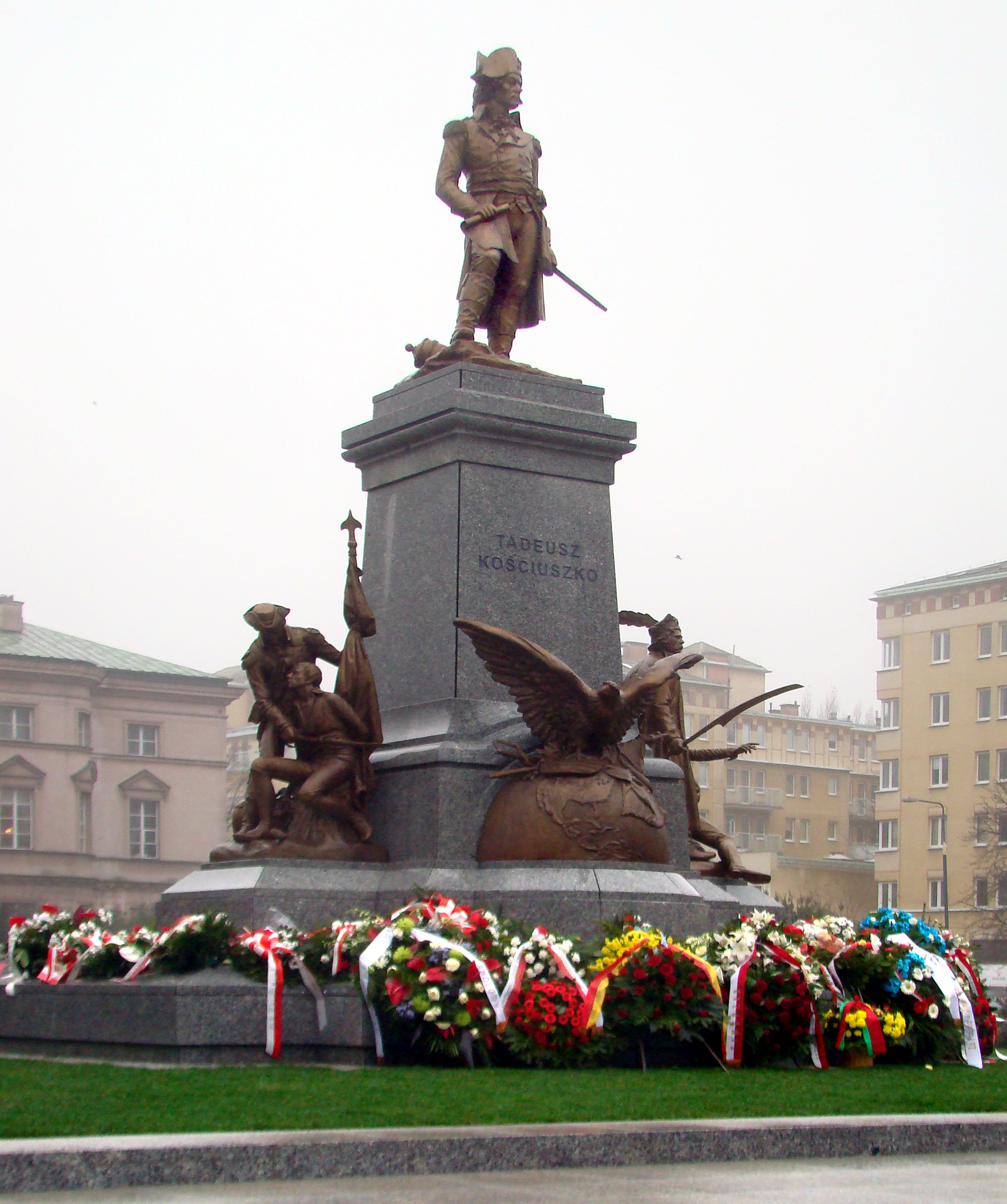
Tượng đài Tadeusz Kościuszko ở Warsaw, 2010

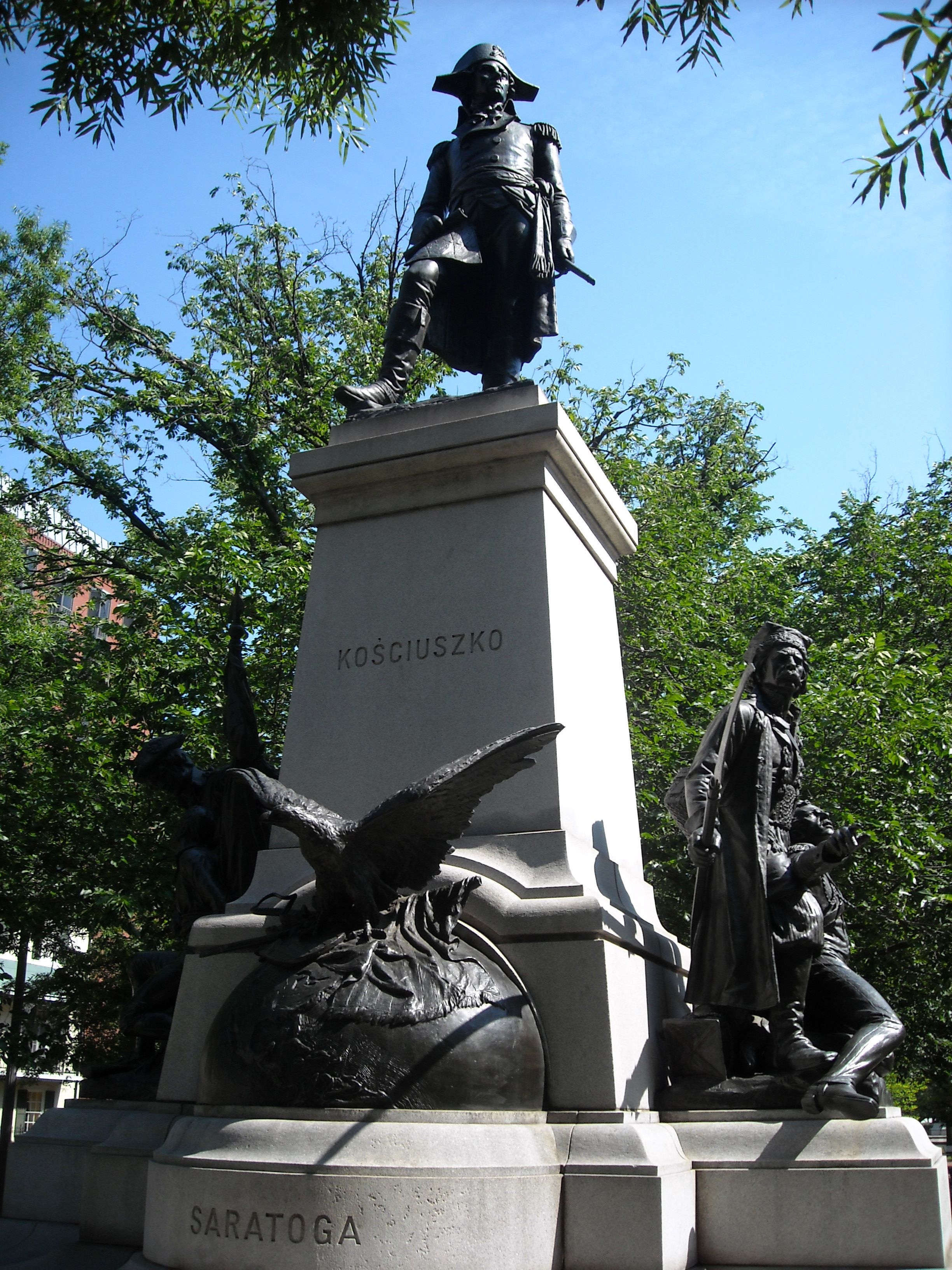
Tượng đài Tadeusz Kościuszko ở Washington, DC, 1910

Tượng đài Tadeusz Kościuszko ở Warsaw đã được dựng lên để tưởng nhớ người anh hùng Ba Lan và Mỹ, tướng Tadeusz Kościuszko, và nằm trên Quảng trường Cổng sắt trước Cung điện Lubomirski. Nó có vị trí trên trục chính của trung tâm thành phố lịch sử Warsaw, Trục Saxon. Tượng đài là một bản sao chính xác của bức tượng đồng Thiếu tướng Thaddeus Kosciuszko tại Công viên Lafayette, Washington, DC được khánh thành vào ngày 9 tháng 5 năm 1910 và được thiết kế bởi nhà điêu khắc người Ba Lan Antoni Popiel (1865-1910).
Tượng đài đã thay thế tượng đài cũ "Xác chết của Quân chũng và Quốc phòng của Cộng hòa Nhân dân Ba Lan", được xây dựng vào những năm 1980 bởi chính phủ Cộng sản và đã phá hủy năm 1991. Khoản đầu tư được tài trợ bởi Ngân hàng Citi Handlowy và Hội đồng thành phố Warsaw. Các yếu tố bằng đồng của tượng đài đã được đúc bởi Công trình thiết bị kỹ thuật tại Gliwice. Việc sao chép tượng đài Washington được thực hiện bởi các nhà điêu khắc đến từ Kraków là Anna và Wojciech Siek.
Tượng đài được khánh thành vào ngày 16 tháng 11 năm 2010.

Tượng đài cho thấy hình ảnh của Tadeusz Kościuszko trong bộ quân phục của một vị tướng người Mỹ, đang cầm những bức vẽ về khu phòng thủ đồn trú của West Point trong tay. Ở bên phải tượng đài là một hình tượng trưng cho Trận Racławice và bên trái là hình tượng trưng cho Trận Saratoga.

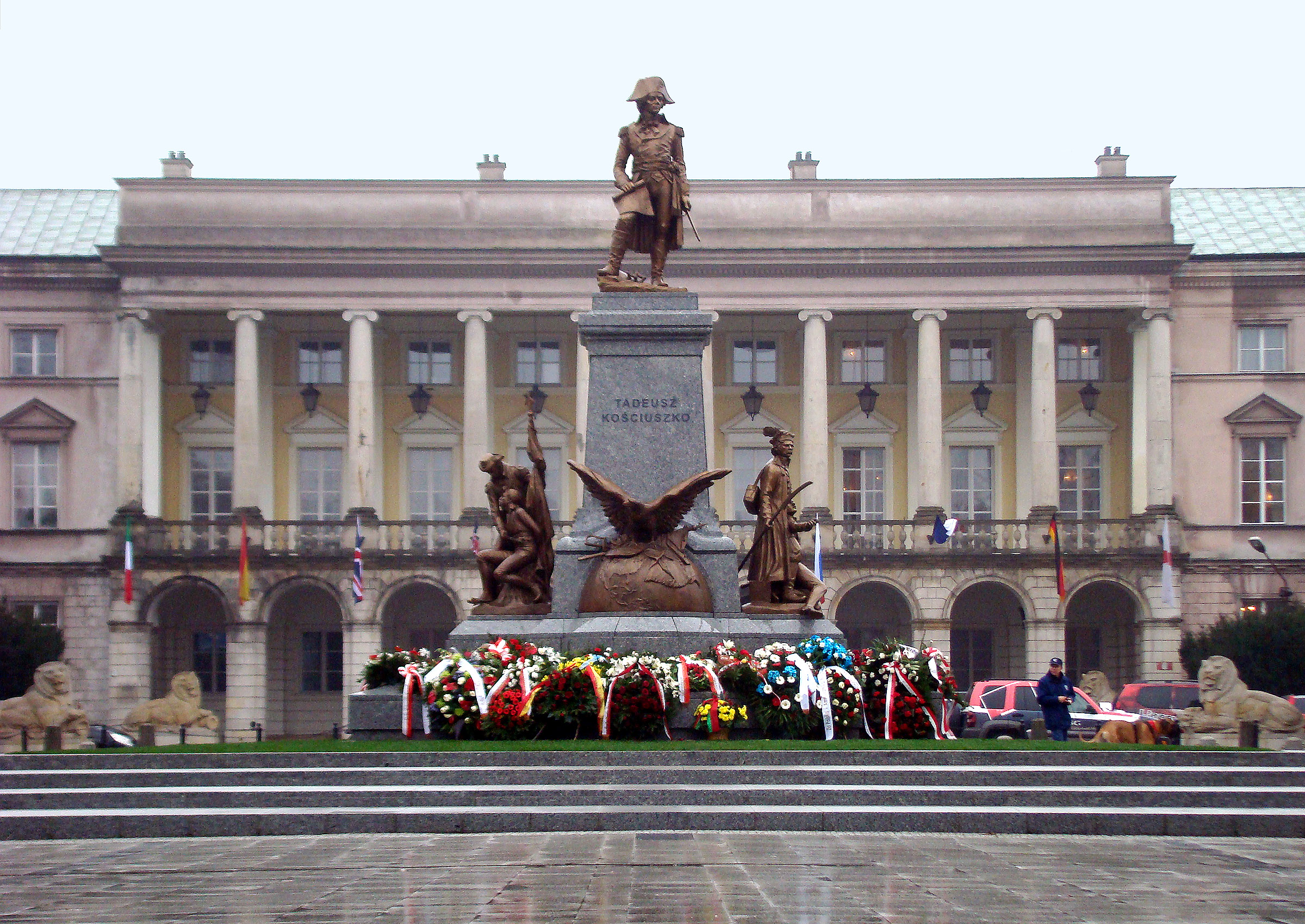
Cung điện Lubomirski
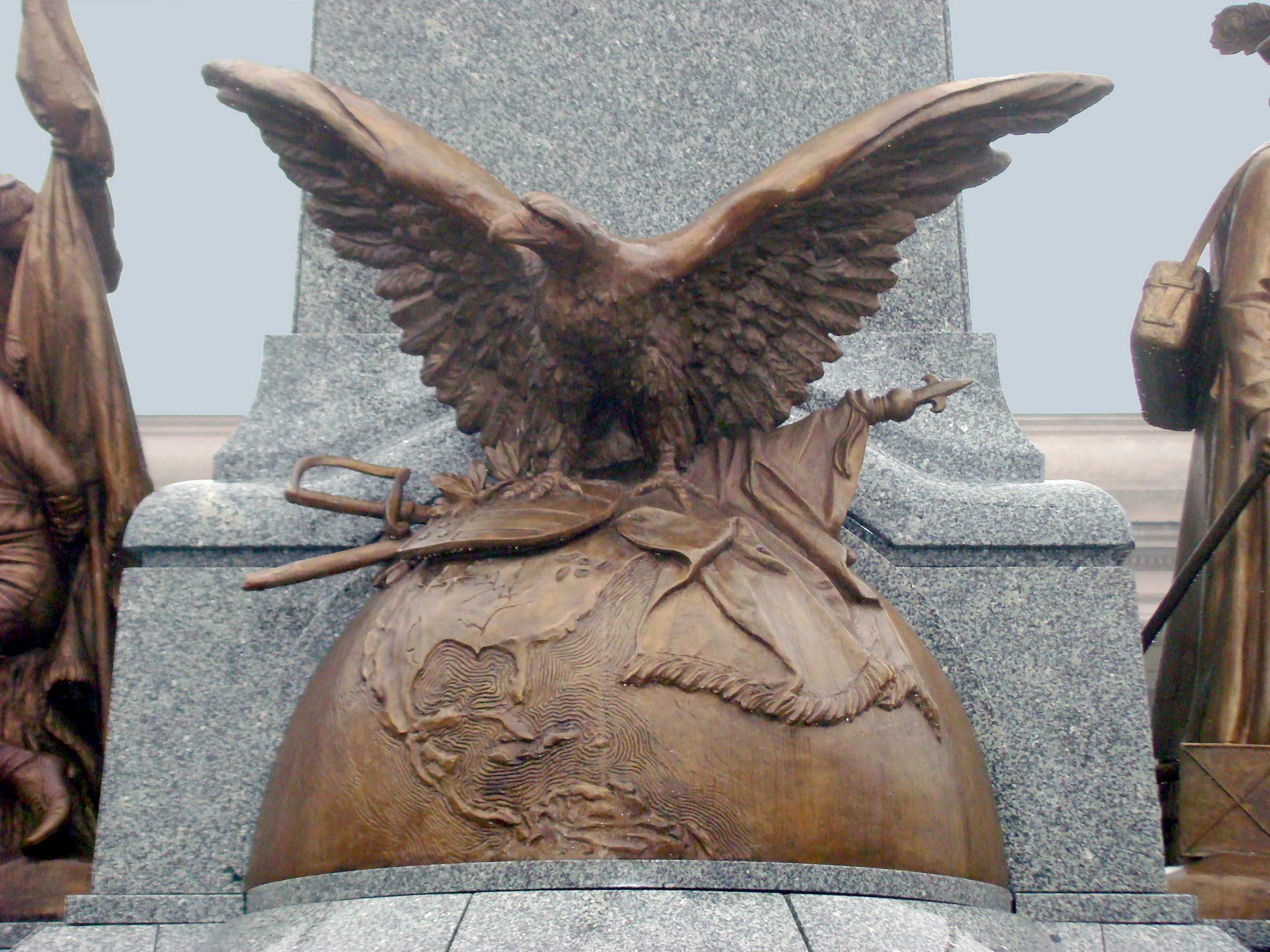
Mặt trước
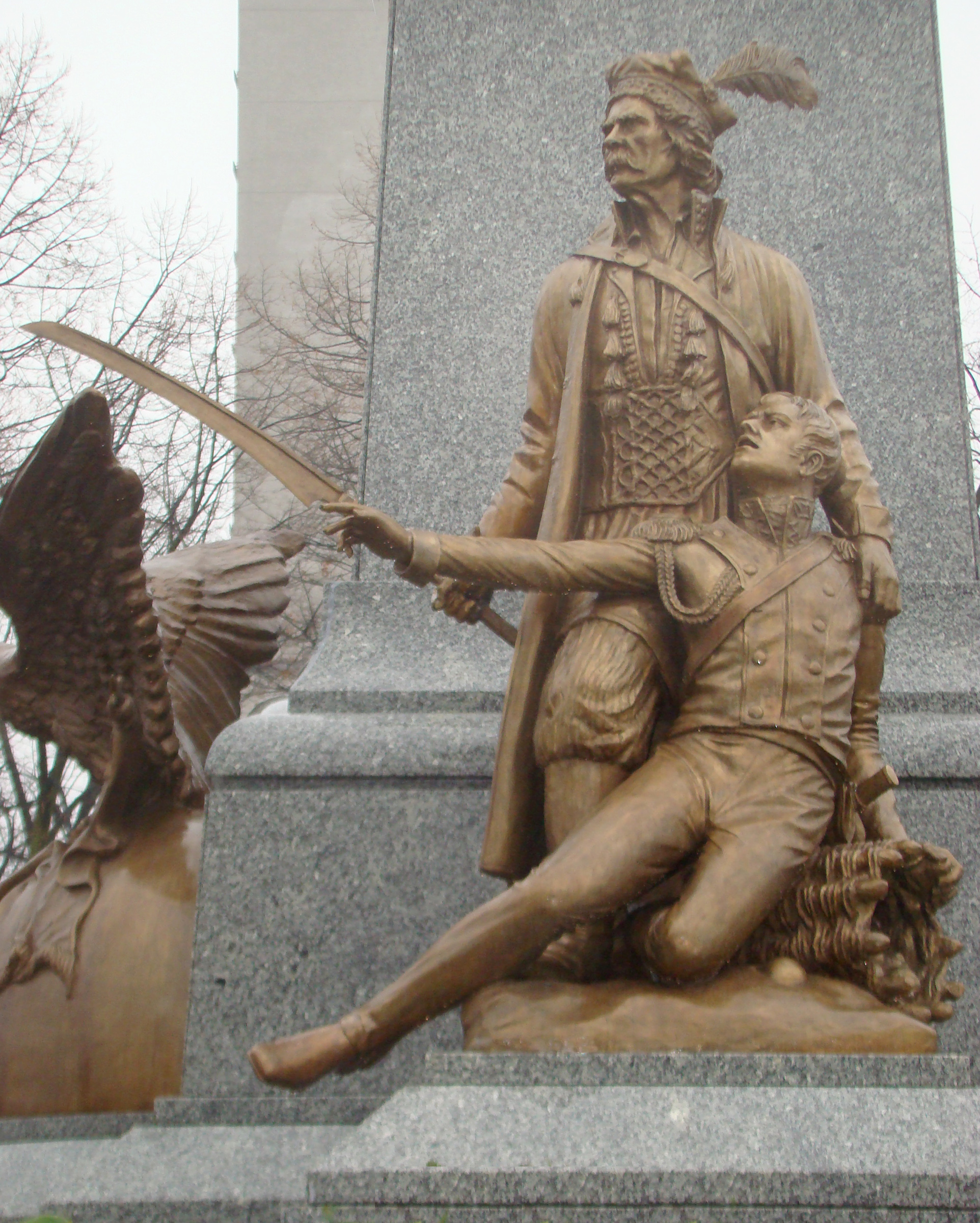
Mặt phải
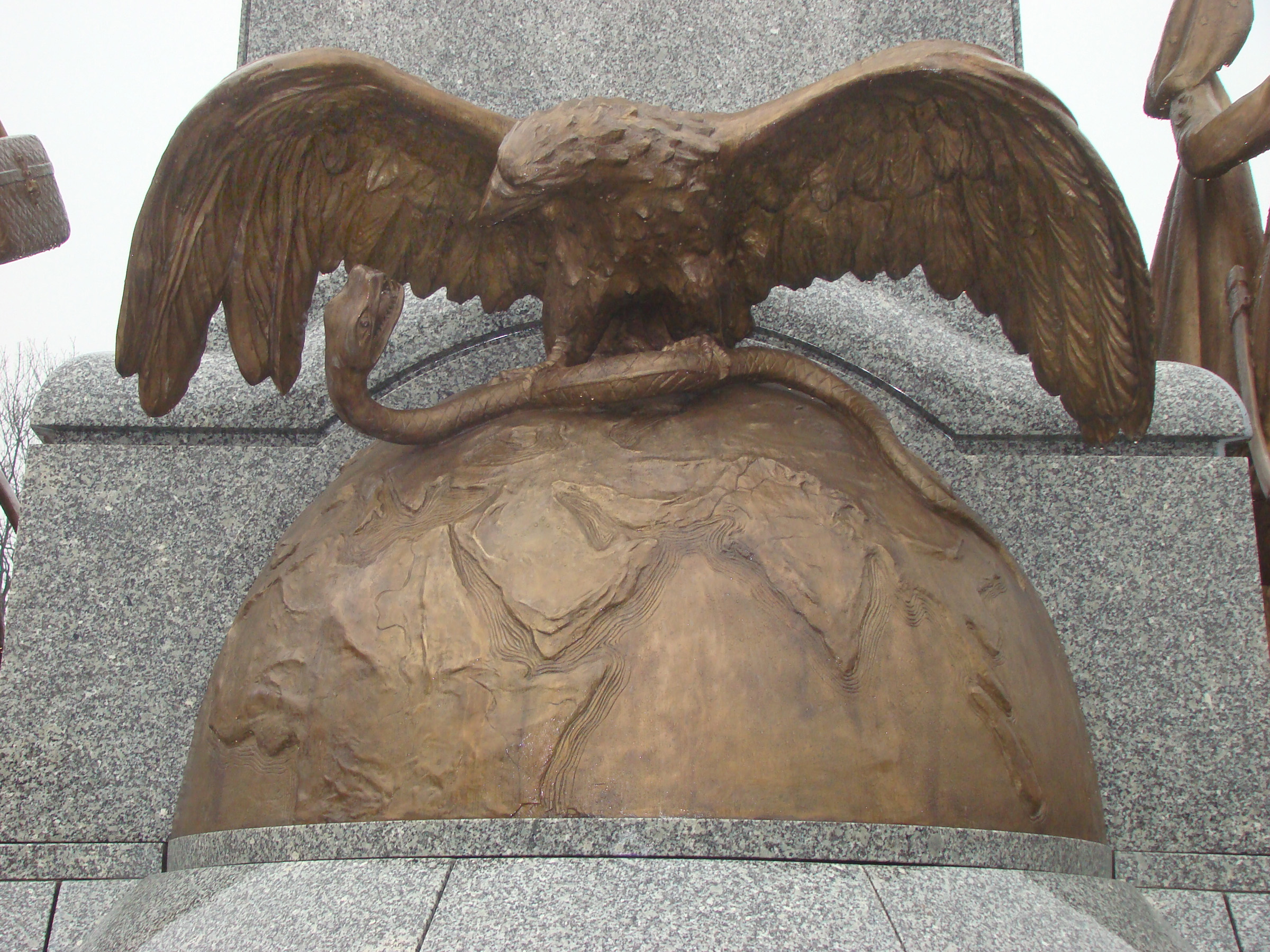
Mặt sau
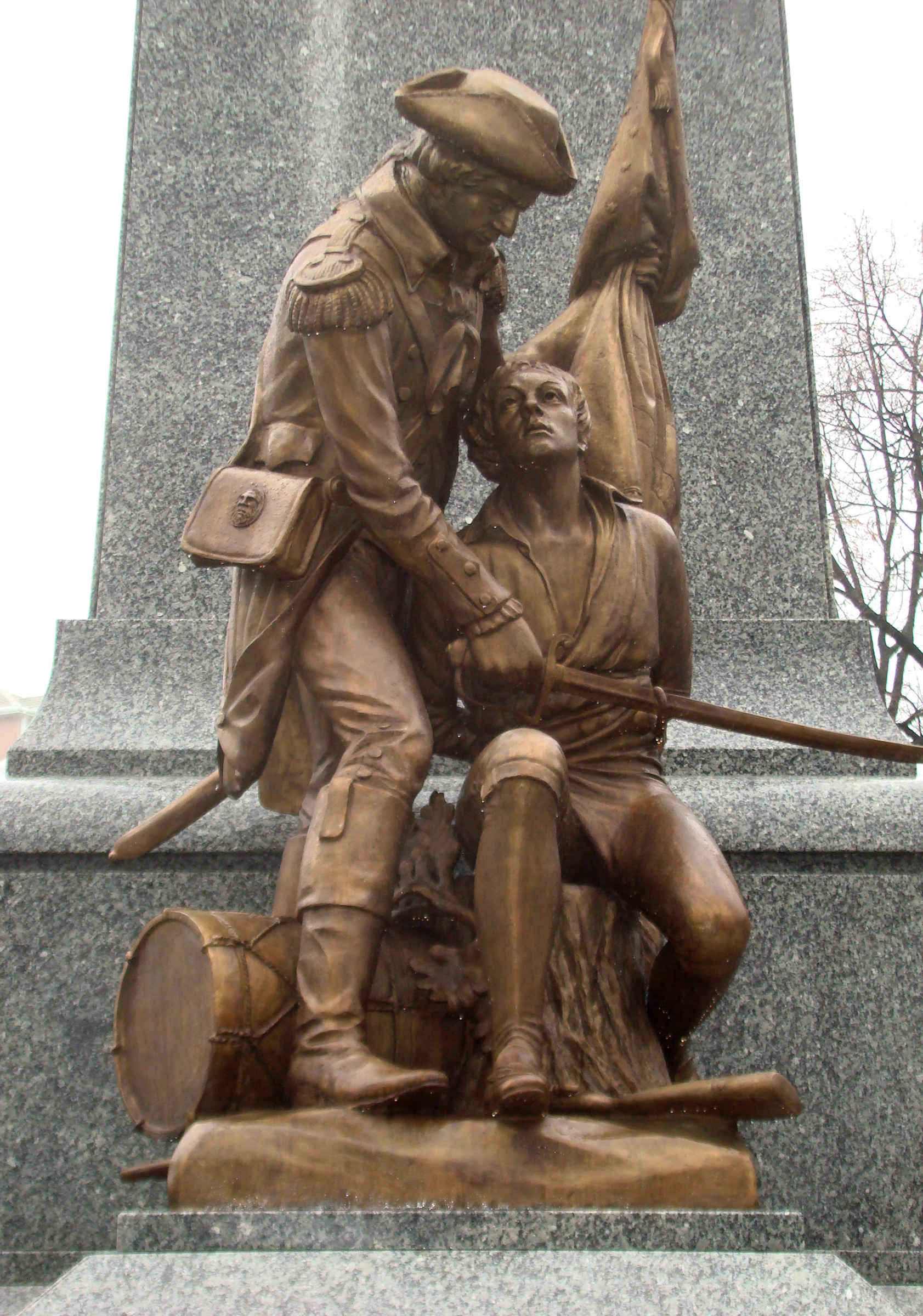
Mặt bên trái
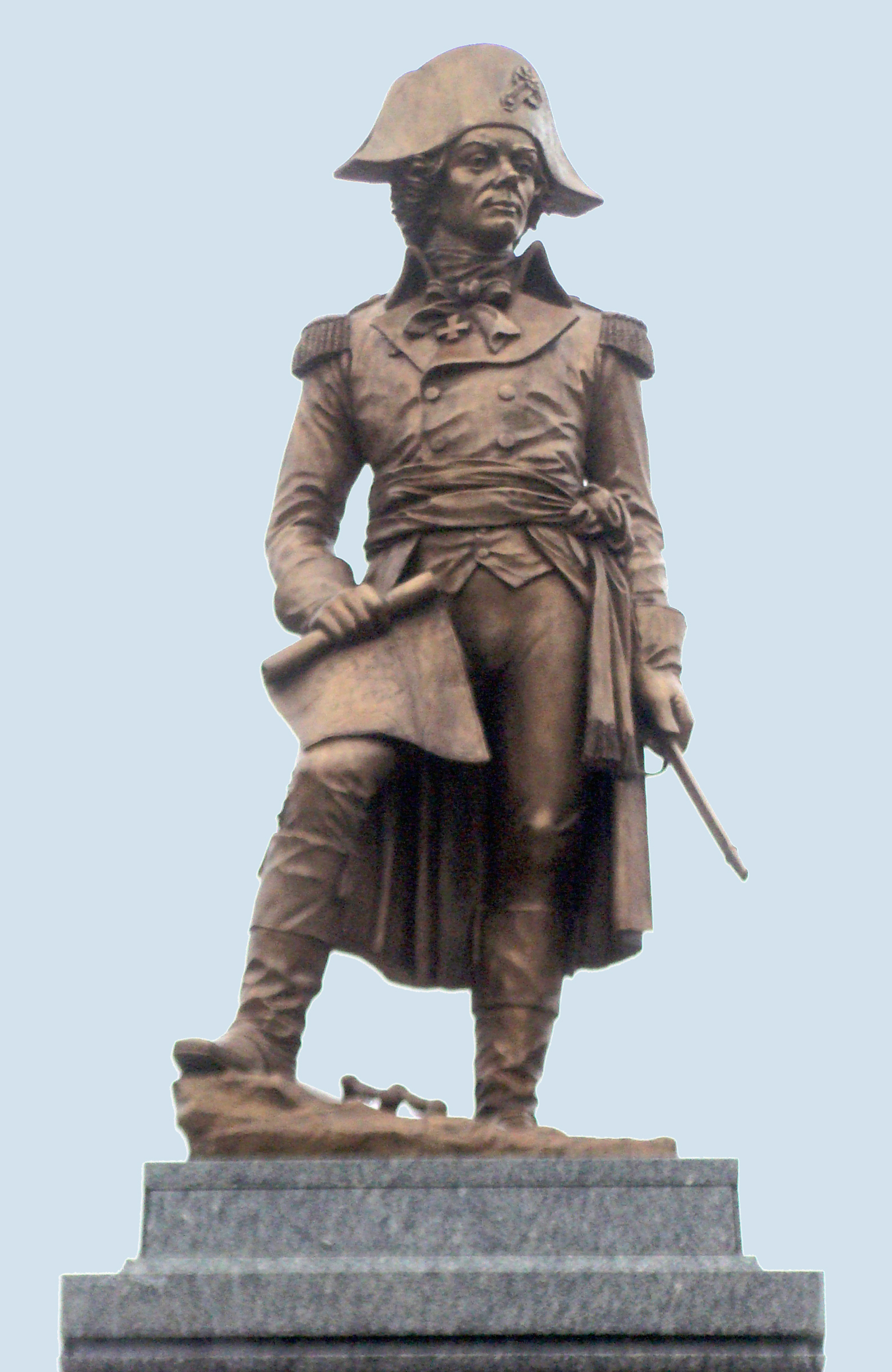
Tadeusz Kościuszko